# Dutch Elston
Arthur Warren Elston (* 19. November 1918 in Texhoma, Texas; † 10. September 1989 in Broadmoor, Kalifornien) war ein US-amerikanischer American-Football-Spieler. Er spielte unter anderem als Center in der National Football League (NFL) bei den Cleveland Rams und in All-America Football Conference (AAFC) bei den San Francisco 49ers.

## Laufbahn
Dutch Elston besuchte in Toledo die Highschool und studierte von 1939 bis 1941 an der University of South Carolina. Dort spielte er für die South Carolina Gamecocks, der Footballmannschaft des Colleges, als Blockingback. Aufgrund seiner sportlichen Leistungen wurde er 1939 und 1941 von seinem College ausgezeichnet. Im Jahr 1942 wurde er von den Cleveland Rams verpflichtet. Unter seinem Head Coach Dutch Clark spielte er gleichfalls als Blocking back. Ab 1943 diente er im United States Army Air Corps und spielte dort in einer Militärmannschaft. In den Jahren 1946 bis 1948 lief Dutch Elston für die von Buck Shaw trainierten San Francisco 49ers auf, die in der neugegründeten AAFC angesiedelt waren. Elston wurde von Shaw als Center eingesetzt und hatte damit die Aufgabe, Quarterback Frankie Albert zu schützen und Runningback Parker Hall den Weg in die gegnerische Endzone frei zu blocken. Nach der Saison 1948 beendete er seine Spielerlaufbahn und wurde Trainer der City College Rams, der Footballmannschaft des City College of San Francisco. Dort trainierte er unter anderem O. J. Simpson. Im Jahr 1976 setzte er sich zur Ruhe. Dutch Elston starb an Krebs und ist auf dem Golden Gate National Cemetery in San Bruno, Kalifornien, beerdigt.